# Mac Wilkins
Mac Wilkins (* 11. listopadu 1950, Eugene, Oregon) je bývalý americký atlet, diskař. V roce 1976 získal zlatou medaili na Olympijských hrách v Montrealu, a v roce 1984 stříbrnou medaili na Olympijských hrách v Los Angeles. Na Olympijských hrách v Soulu v roce 1988 skončil pátý.
Wilkins na závodech v San José 1. května 1976 dokázal během jednoho závodu třikrát zlepšit světový rekord v hodu diskem výkony 69,80 m, 70,24 m a 70,86 m a jako první překonal hranici 70 metrů.

## Osobní rekordy
- hod diskem - 70,98 metru, 9. červenec 1980, Helsinky